# Order Grimaldich
Order Grimaldich (fr. Ordre des Grimaldi) – jedno z odznaczeń państwowych Księstwa Monako ustanowione w 1954.

## Historia
Order Grimaldich został ustanowiony 18 listopada 1954 przez księcia Rainiera III i nazwany imieniem dynastii panującej w Monako. Order został zreformowany 20 lipca 1960 i 23 grudnia 1966.
Order dzieli się na pięć klas:
- I klasa – Krzyż Wielki
- II klasa – Wielki Oficer
- III klasa – Komandor
- IV klasa – Oficer
- V klasa – Kawaler.

W 50. rocznicę ustanowienia orderu (2004) Poczta Monako wydała znaczek pocztowy z wizerunkiem tego odznaczenia.

## Zasady nadawania
Order Grimaldich jest przyznawany obywatelom Monako i cudzoziemcom za zasługi oddane panującemu i Księstwu Monako. Wielkim mistrzem orderu jest panujący książę. Odznaczonym przysługują honory wojskowe.

## Opis odznaki
Odznaką orderu jest emaliowany na biało złoty krzyż mantuański pod koroną (srebrny dla V klasy). Pośrodku krzyża widnieje okrągły złoty medalion z wizerunkiem galopującego na koniu rycerza z tarczą z herbem Grimaldich. Dookoła napis w języku francuskim: Rainier Grimaldi, Prince de Monaco (Rainier Grimaldi, Książę Monako). Rewers odznaki przedstawia francuski napis: Prinicipauté de Monaco (Księstwo Monako) i rok 1950. Kawalerom orderu I i II klasy przysługuje również gwiazda orderowa. Jest nią szesnastokątna srebrna gwiazda ze złotym medalionem z orderu pośrodku.
Wstążka orderu jest biała z wąskim czerwonym paskiem po obu brzegach wstążki. Order I klasy nosi się na wstędze orderowej, order II i III klasy na wstążce na szyi, a order IV i V klasy na wstążce na piersi.
| Baretki Orderu Grimaldich | Baretki Orderu Grimaldich | Baretki Orderu Grimaldich | Baretki Orderu Grimaldich | Baretki Orderu Grimaldich |
| ------------------------- | ------------------------- | ------------------------- | ------------------------- | ------------------------- |
| Krzyż Wielki              | Wielki Oficer             | Komandor                  | Oficer                    | Kawaler                   |